# Didier Georgakakis
 (mars 2025).
 (octobre 2021).
Didier Georgakakis, né le 31 août 1966 à Lyon (Rhône), est un universitaire français, spécialisé dans la sociologie politique de l'Union européenne.
Didier Georgakakis est professeur de science politique et chaire Jean Monnet au département de science politique de l’Université Paris I – Panthéon-Sorbonne et membre du Centre européen de Sociologie et de Science politique (CNRS/P1/EHESS). Membre sénior de l’Institut Universitaire de France, il est également professeur au Collège d’Europe de Bruges dont il dirige le programme d'études européennes générales depuis 2021.

## Enseignements et recherches
Ses enseignements en France et à l’étranger portent sur la sociologie politique de l’Union européenne,, sous discipline dont il est l’un des précurseurs.
Après avoir enseigné de grands cours généralistes à la faculté de droit de Strasbourg, il crée plusieurs cours d’études européennes à l’IEP de Strasbourg. À la Sorbonne, il crée le premier cours d'introduction à la politique européenne du département de science politique de Paris 1 et le premier cours d'administration de l’UE, cours bilingue désormais partagé avec Hussein Kassim et Sara Connelly, ou encore un cours mi-recherche, mi pratique de “sociologie des acteurs et des politiques européennes” en master 2. Au Collège d'Europe, il enseigne le cours “Pouvoir et institutions européennes : anthropologie, sociologie, histoire” et anime le séninaire de l’observatoire des carrières européennes.
Ses recherches portent d'abord sur l’histoire et sur la sociologie de la communication politique, notamment dans sa thèse Information et propagande d'État sous la IIIe République. Les échecs d'une spécialisation dirigée par Michel Offerlé, remaniée et publiée plus tard sous le titre La République contre la propagande. L’échec originel de la communication d’État en France (1918-1940).
À partir de la fin des années 1990, il travaille plus particulièrement à une sociologie des institutions européennes et de leurs acteurs. Il publie plusieurs ouvrages collectifs et dossiers de revue comme L'Europe en formation avec Delphine Dulong, Les métiers de l’Europe politique, « La nouvelle gouvernance européenne : de la critique du concept à l’analyse de ses usages", avec Marine de Lassalle et Le Champ de l’Eurocratie, Une sociologie du personnel de l’UE,.
Dans son livre Au service de l’Europe, crise et transformations de la fonction publique européenne,, il montre les enjeux de pouvoir que la définition sociale de cette fonction publique et ses récents changements impliquent et il fait avancer la réflexion sur les liens sociologiques et culturels très spécifique qui l’attache aux institutions.
Après des recherches avec Frederic Lebaron sur les élites de la gouvernance des politiques économiques et monétaires ou sur le moment Varoufakis au tournant des années 2020, ces recherches les plus récentes l’ont conduit à promouvoir une topogaphie transinstitutionnelle et multidimentionnelle de l’espace administratif de l’UE, à cartographier les positions aussi politiques qu’administratives dominantes de l’UE, à relancer l’analyse des professionnels de l’Europe sur le plan international ou à plaider pour un trilogue entre anthropologie, sociologie politique et néo-institutionnalisme.
Auteur de plus d’une centaine de contributions dans des revues à comité de lecture ou des ouvrages collectifs, il écrit pour des revues en ligne telles que Politika, pour un article double de doctrine, ou encore sur des analyses liées à l’actualité européenne pour Le Grand Continent  ou encore AOC.

## Carrière
Formé au lycée saint exupery à Lyon puis à l’IEP de Lyon, il prolonge son DEA de science politique par le DESS de communication politique et social de paris 1 puis une Habilation à diriger les recherches à l’univ ersité de Strasbourg.
Élu maître de conférence à la faculté de droit de Strasbourg en 1996, il dirige à partir de 1997, le cursus délocalisé du DESS de politiques publiques en Europe de l’IEP de Strasbourg à l’Université de Wroclaw et co-dirige l’année suivante le cursus de Strasbourg. Dans le cadre de la réforme LMD, il construit au début des années 2000, le master de politiques européennes de l’IEP de strasbourg, doté de trois parcours et de 80 étudiants, qu’il dirige jusqu’à 2012,.
Entre 2003 et 2007, il dirige le groupe de sociologie politique européenne avec Marine De Lassalle et porte ce centre de recherche à la reconnaissance du CNRS dans le cadre du laboratoire prisme, aujourd’hui fusionné dans le laboratoire Sage.
Directeur-ajoint de la maison des sciences de l’homme d’Alsace, entre 2005 et 2007, dont l’activité est centrée sur les études interdisciplinaires sur l’Europe et sur les sciences de l’antiquité, il contribue en tant que chargé de mission pour la présidence de strasbourg III, Florence Benoit-Rohmer, au développement du pole européen d’administration publique associant l’ENA, les universités strasbourgeoises et l’Euroinstitut de Kehl,
Il contribue à cette époque aux écoles politiques du Conseil de l’Europe et au projet visant à les rassembler dans un évènement commun, projet qui a donné naissance au Forum mondial de la démocratie.
À Paris 1, Didier Georgakakis devient avec Guillaume Sacriste responsable du parcours Affaires Publiques Européennes et crée le parcours-joint « action publique européenne et internationale » destiné au élèves du Cycle international long de l’ENA, au sein du master de science politique de la Sorbonne. Entre 2015 et 21, il représente Paris 1 au Steering Commitee du consortium Europaeum, qui associe notamment les universités d’Oxford, Paris 1, Leyde, Jagellone (Cracovie), Charles (Prague), Bologne, Complutense (Madrid), Helsinki, etc. Il est par la suite fortement impliqué dans l'alliance européenne Una Europa sont il coordonne le groupe d’études européennes pour Paris 1 entre 2018 et 2021.
En 2021, il est nommé coordinateur du programme Études Européennes Générales au Collège d’Europe par la rectrice Federica Mogherini. Le programme d’études européennes générales se compose de cours, de conférence et de colloques qui ont pour but de renforcer les approches et les méthodes de travail interdiscipli dans leur ensemble, afin de favoriser une réflexion fondamentale et pluraliste sur l’intégration européenne et le futur des sociétés européennes.

## Responsabilités disciplinaires
Didier Georgakakis est, dès la fin des années 1990, membre du bureau de l'Association Nationale des enseignants chercheurs en science politique, puis élu au conseil de l’Association Française de Science Politique entre 2006 et 2019. Vice président de l’association entre 2012 et 2019, il est aussi membre du conseil d’orientation de l’alliance Athena et vice-président de la confédération européenne des associations de sciences politiques entre 2012 et 2020.
En 2013, il fait partie des intellectuels européens qui alertent sur le danger qui pèse sur le budget des SHS dans horizon 2020. Il fait ensuite partie des six fondateurs de l’Alliance Européenne des Sciences humaines et sociales et mobilise pour un grand programme pour promouvoir la recherche sur la démocratie et les transformations sociales. À Bruxelles, il défend également le concept des alliances européennes et la plaide pour un tournant critique des "European studies" devant le Commissaire Tibor Navracsics lors du trentième anniversaire des Chaires J. Monnet.
Représentant la cause de la recherche collaborative en sciences humaines et sociales auprès des institutions européennes, il mobilise jusqu’au dernier moment de l’accord budgétaire de décembre 2020 et contribue au triplement de leur budget dans Horizon Europe.Son action européenne lui vaut d'être sollicité pour intégrer le Groupe thématique national et animé le groupe miroir du cluster 2 auprès du DGDS du CNRS.
Il est nommé membre du conseil scientifique du nouvel institut national du service public (ex-ENA) au printemps 2022.

## Distinctions
- Chevalier des palmes académique
- Chaire Jean Monnet de l’Union européenne, en 2007 puis 2017[4]
- Membre de l’Institut Universitaire de France, junior en 2007, puis senior en 2024